# Dukecynus
Dukecynus — вимерлий рід м'ясоїдних метатерій, що належав до ряду Sparassodonta, який мешкав у Південній Америці в середньому міоцені (лавентан), приблизно між 13.8 і 11.8 мільйонами років тому. Назва роду означає «герцогська собака» за Університетом Дьюка та грецьке слово cynos, собака, за уявну схожість цієї тварини з собаками. Єдиний вид, відомий досі, Dukecynus magnus. Назва виду "magnus" походить від латинського слова "великий", щоб відобразити їх великий розмір.

## Опис
Dukecynus відомий лише за його голотипом, IGM 251149, сильно пошкодженим частковим черепом, що зберігає частини нижньої та верхньої щелепи, а також відповідні фрагменти скелета. Цей екземпляр було виявлено в Konzentrat-Lagerstätte La Venta в Honda Group, Huila та Tolima в Колумбії. Другий фрагментарний екземпляр із Ла-Венти, занесений у каталог як UCMP 39250, що складається з фрагмента черепа та частин плечової та стегнової кісток молодої особини, згадуваної Маршаллом (1978) як "пор. Arctodictis", також міг належати Дукекіну чи подібному видів. Хоча спорідненість цього виду ніколи не була офіційно проаналізована, Dukecynus зазвичай вважається базальним боргієноїдом, парафілетичною групою спарассодонтів, яка включає такі роди, як Lycopsis і Prothylacynus, які не можуть бути віднесені до однієї з основних родин боргієноїдів, таких як Borhyaenidae або Thylacosmilidae. У порівнянні з іншими базальними боргієноїдами, дукецинус мав довгу, вузьку морду і був відносно великим, за деякими оцінками, ця тварина важила до 68 кілограмів. Дукецин був, ймовірно, найбільшим хижаком серед ссавців, а також найбільшим спарассодонтом у Ла-Венті.